# Осава
Оса́ва — село в Липчанському старостинському окрузі Хустської міської громади у Закарпатській області в Україні. Населення становить 324 особи (станом на 2001 рік).

## Назва
Назва села Осава походить від назви річки Осава, яка протікає через цей населений пункт разом з меншими потоками і є правою притокою річки Ріка.

## Географія
Розташоване на березі річки Мала Осава за 17 км від Хуста та за 774 км від Києва. Найближчі населені пункти - Липча, Кривий, Кошельово, Липовець, Залом.
| Клімат Осави            | Клімат Осави | Клімат Осави | Клімат Осави | Клімат Осави | Клімат Осави | Клімат Осави | Клімат Осави | Клімат Осави | Клімат Осави | Клімат Осави | Клімат Осави | Клімат Осави | Клімат Осави |
| Показник                | Січ.         | Лют.         | Бер.         | Квіт.        | Трав.        | Черв.        | Лип.         | Серп.        | Вер.         | Жовт.        | Лист.        | Груд.        | Рік          |
| Середній максимум, °C   | 0,2          | 2,6          | 8,5          | 15,2         | 20,4         | 23,2         | 25,0         | 24,5         | 20,6         | 14,9         | 7,4          | 2,4          | 13,7         |
| Середня температура, °C | −3,1         | −0,9         | 4,0          | 9,9          | 14,7         | 17,6         | 19,3         | 18,7         | 15,1         | 9,8          | 4,0          | −0,4         | 9,1          |
| Середній мінімум, °C    | −6,4         | −4,3         | −0,4         | 4,6          | 9,1          | 12,1         | 13,6         | 13,0         | 9,6          | 4,7          | 0,7          | −3,1         | 4,4          |
| Норма опадів, мм        | 47           | 41           | 42           | 52           | 76           | 96           | 83           | 74           | 50           | 45           | 52           | 62           | 720          |
| ----------------------- | ------------ | ------------ | ------------ | ------------ | ------------ | ------------ | ------------ | ------------ | ------------ | ------------ | ------------ | ------------ | ------------ |
| Джерело:                |              |              |              |              |              |              |              |              |              |              |              |              |              |

## Історія
Перша згадка у 1898-році як Oszávka.
Інші згадки: 1907- Darázs-völgy, 1913- Darázsvölgy, 1944-Oszava, Осава, 1983- Осава

## Економіка
В селі Осава біля ставка облаштована база відпочинку.

## Населення
Станом на 1989 рік у селі проживали 297 осіб, серед них — 146 чоловіків і 151 жінка.
За даними перепису населення 2001 року у селі проживали 324 особи. Рідною мовою назвали:
| Мова       | Кількість осіб | Відсоток |
| ---------- | -------------- | -------- |
| українська | 323            | 99,69%   |
| російська  | 1              | 0,31%    |